# 司徒博文
司徒博文（英語：Szeto Pok-Man），香港政治人物，動元十八成員，曾任記者，前元朗區議會十八鄉西選區議員。2019年香港區議會選舉撃敗元朗鄉紳、前十八鄉鄉事委員會主席梁福元當選。

## 背景
司徒博文在香港出生長大，祖籍廣東省開平市，畢業於香港浸會大學傳理學系，其後任職香港電台港聞記者。2015年以專題報導「話加就加」，探討電訊商行政費加價及競爭法，榮獲香港消費者委員會第十五屆消費權益新聞報道獎，電台新聞組別金獎。 2017年再以專題報導「瘋健不由人」，探討健身中心銷售手法，獲得第十七屆消費權益新聞報道獎，聲音組別銀獎。 辭職後在香港大學修讀社會工作碩士課程，成為註冊社工。
司徒博文自小在西貢鄉郊長大，對大自然及務農尤感興趣。辭任香港電台記者後，曾在元朗牛潭尾協助復耕稻米，亦在瑞典體驗過有機耕種。

## 從政

### 2019年區議會選舉
司徒博文參選源於2019年6月起反對逃犯條例修訂運動，認為政府及立法會無視市民訴求，例如早期政府以「暫緩修例」回應6月時一、二百萬人遊行示威撤回逃犯條例修訂的要求。同時得悉十八鄉西選區只有梁福元有意參選，故此2019年9月時決定參選，代表民主派挑戰梁福元。 其後更聯同參選十八鄉中選區的方浩軒，以及十八鄉北的劉晉宇，組成動元十八出選。。
10月11日，司徒博文向選舉事務處提交提名申請，參選元朗十八鄉西選區。 10月31日獲時任元朗民政專員、選舉主任袁嘉諾確認，成為該區1號候選人，與十八鄉深涌村代表陳有鴻及時任區議員梁福元角逐議席 。結果司徒博文以3,391票，以近300票之差力壓主要對手梁福元當選。
| 政党   | 政党              | 候选人      | 票数  | %     | ±      |
| ------ | ----------------- | ----------- | ----- | ----- | ------ |
|        | 動元十八/民主動力 | ①. 司徒博文 | 3,391 | 49.76 | 不適用 |
|        | 鄉事派            | ②. 陳有鴻   | 344   | 5.05  | 不適用 |
|        | 鄉事派            | ③. 梁福元   | 3,080 | 45.19 | 不適用 |
| 多数票 | 多数票            | 多数票      | 311   | 4.56  |        |

### 元朗區議會（2020-2023）
司徒博文為元朗區議會房屋及城鄉規劃和發展委員會副主席，兼任文、藝、康、體、福利、教育及治安委員會、地區設施管理委員會、環境、氣候變化及漁農業委員會及交通及運輸委員會委員。此外他是集體運輸服務工作小組成員。
2021年5月14日，司徒博文宣布因區議員宣誓修例日前於立法會三讀通過，經深思熟慮後決定辭職，任期至當月為止。